# Feeder
Feeder (транскр. Фидер) велшка је музичка група. Основана је 1992. године у Њупорту.

## Чланови

### Садашњи
- Грант Николас — вокал, гитара, клавир
- Така Хиросе — бас-гитара, пратећи вокал
- Карл Бразил — бубањ, удараљке

### Бивши
- Марк Ричардсон [а] — бубањ
- Џон Ли — бубањ

## Дискографија

### Студијски албуми
- (1997)
- (1999)
- (2001)
- (2002)
- (2005)
- (2008)
- (2010)
- (2012)
- (2016)
- (2019)
- (2022)

| - (1995) - (1996) - (2008) - (2008) - (2009) | - (2004) - (2006) - (2017) |

## Награде и номинације
- Награде Кју

| Година | Категорија    | Номиновано дело | Исход      |
| ------ | ------------- | --------------- | ---------- |
| 2001.  | Најбољи сингл |                 | Номинација |
| 2003.  | Најбољи албум |                 | Номинација |